# Осигуравајуће друштво
Осигуравајуће друштво је компанија која пружа услуге осигурања од одређених врста ризика. Осигурање је средство заштите од финансијског губитка у коме се, у замену за накнаду, једна страна обавезује да надокнади другој страни у случају одређеног губитка, штете или повреде. То је облик управљања ризиком, који се првенствено користи за заштиту од ризика од потенцијалног или неизвесног губитка.
Ентитет који пружа осигурање је познат као осигуравач, осигуравајуће друштво, носилац осигурања или осигуравач. Лице или ентитет који купује осигурање је познат као осигураник, док се лице или ентитет покривен полисом назива осигураник . Трансакција осигурања подразумева да уговарач полисе преузима загарантовани, познати и релативно мали губитак у виду плаћања осигуравачу (премија) у замену за обећање осигуравача да ће надокнадити осигуранику у случају покривеног губитка. Губитак може или не мора бити финансијски, али се мора свести на финансијске услове. Штавише, то обично укључује нешто у чему осигураник имаосигурани интерес установљен власништвом, поседовањем или већ постојећим односом.
Осигураник добија уговор, који се зове полиса осигурања, у којем се детаљно наводе услови и околности под којима ће осигуравач надокнадити обештећење осигуранику, односно његовом назначеном кориснику или примаоцу. Износ новца који осигуравач наплаћује уговарачу полисе за покриће наведено у полиси осигурања назива се премија. Уколико осигураник доживи губитак који је потенцијално покривен полисом осигурања, осигураник подноси захтев осигуравачу на обраду од стране контролора штета. Обавезни трошак из џепа који захтева полиса осигурања пре него што осигуравач плати одштету назива се одбитак (или ако то захтева здравствено осигурањеполиса, партиципација ). Осигуравач може заштитити сопствени ризик склапањем реосигурања, при чему друга осигуравајућа компанија пристаје да сноси неке од ризика, посебно ако примарни осигуравач сматра да је ризик превелик да би могао да сноси.

## Ране методе осигурања
Методе за пренос или дистрибуцију ризика практиковали су вавилонски, кинески и индијски трговци још у 3. и 2. миленијуму пре нове ере.   Кинески трговци који путују подмуклим речним брзацима би прерасподелили своју робу на много пловила како би ограничили губитак услед превртања било ког брода.
Закон о Хамурабијевом кодексу 238 (око 1755–1750. п. н. е.) прописује да је капетан поморског брода, управник брода или закупац брода који је спасио брод од потпуног губитка био дужан да плати само једну половину вредности брода власнику брода .    У Дигеста сеу Пандецтае (533), други том кодификације закона коју је наредио Јустинијан I (527–565), укључено је правно мишљење које је написао римски правник Паулус 235. године. о Лек Рходиа(„Рходски закон“). Он артикулише општи просечан принцип поморског осигурања који је успостављен на острву Родос између 1000. и 800. п. н. е., вероватно од стране Феничана током предложене инвазије Дораца и појаве наводних Народа са мора током грчког мрачног доба (око 1100–ц. 750).   
Закон општег просека је основни принцип који је у основи сваког осигурања.  Године 1816., археолошким ископавањима у Мињи, Египат, из рушевина Антинојевог храма у Антинополису, Египат, настала је плоча из доба династије Нерва– Антонин. Плоча је прописивала правила и чланарине колегијума погребног друштва основаног у Ланувијуму, Италија, отприлике 133. године нове ере током владавине Хадријана (117–138) Римског царства .  Године 1851. нове ере, будући сарадник Врховног суда САД Џозеф П. Бредли (1870–1892 АД), некада запослен као актуар за компанију за осигурање живота за узајамну корист, поднео је чланак часопису Института актуара . Његов чланак је детаљно описао историјски извештај о животној табели из доба династије Севера коју је саставио римски правник Улпијан отприлике 220. године нове ере, а који је такође укључен у Дигесту . 
Концепти осигурања су такође пронађени у хиндуистичким списима из 3. века пре нове ере као што су Дхармасастра, Артхасхастра и Манусмрити .  Стари Грци су имали поморске зајмове. Новац је даван предујмом на брод или терет, да би се отплатио са великом каматом ако путовање успе. Међутим, новац уопште не би био враћен ако би брод био изгубљен, чиме би каматна стопа била довољно висока да се плати не само коришћење капитала већ и ризик од његовог губитка (потпуно описао Демостен ) . Зајмови овог карактера од тада су уобичајени у поморским земљама под називом боттомри и респондентиа обвезнице. 
Директно осигурање морских ризика за премију плаћену независно од зајмова почело је у Белгији око 1300. године нове ере. 
Одвојени уговори о осигурању (тј. полисе осигурања које нису повезане са зајмовима или другим врстама уговора) измишљени су у Ђенови у 14. веку, као и фондови осигурања подржани залогом земљишних поседа. Први познати уговор о осигурању датира из Ђенове 1347. године. У следећем веку, поморско осигурање се широко развило, а премије су варирале у зависности од ризика.  Ови нови уговори о осигурању омогућили су да се осигурање одвоји од улагања, раздвајање улога које се прво показало корисним у поморском осигурању .
Најранија позната полиса животног осигурања направљена је у Краљевској берзи у Лондону 18. јуна 1583. за £383, 6с. 8д. дванаест месеци о животу Вилијама Гибонса. 

## Савремене методе осигурања
Осигурање је постало далеко софистицираније у Европи из доба просветитељства, где су се развиле специјализоване сорте. Осигурање имовине какво данас познајемо може се пратити до Великог пожара у Лондону, који је 1666. године прогутао више од 13.000 кућа. Разорни ефекти пожара претворили су развој осигурања „из питања погодности у питање хитности, а промена мишљења се огледа у томе што је Сер Кристофер Рен укључио сајт за „Канцеларију за осигурање“ у свој нови план за Лондон у 1667."  Бројни покушаји шема осигурања од пожара нису успели, али 1681. економиста Николас Барбони једанаест сарадника основали су прву компанију за осигурање од пожара, "Канцеларију за осигурање кућа", у позадини Краљевске берзе за осигурање домова од цигле и оквира. У почетку, 5.000 домова је осигурао његов завод за осигурање. 
У исто време, постале су доступне прве шеме осигурања за покриће пословних подухвата. До краја седамнаестог века, раст Лондона као центра трговине се повећавао због потражње за поморским осигурањем. Крајем 1680-их, Едвард Лојд је отворио кафану, која је постала место окупљања забава у бродарској индустрији које су желеле да осигурају терет и бродове, укључујући и оне који су спремни да преузму такве подухвате. Ови неформални почеци довели су до оснивања тржишта осигурања Ллоид'с оф Лондон и неколико повезаних бродских и осигуравајућих послова.  Полисе животног осигурања склопљене су почетком 18. века. Прва компанија која је понудила животно осигурање било је Амицабле Социети фор а Перпетуал Ассуранце Оффице, основано у Лондону 1706. од стране Вилијам Талбот и Сир Томас Ален .   По истом принципу, Едвард Роу Морс је 1762. основао Друштво за праведна осигурања живота и преживљавања .
Био је то први заједнички осигуравач на свету и био је пионир у премијама заснованим на старости заснованим на стопи морталитета, постављајући „оквир за научну праксу и развој“ и „основу модерног животног осигурања на коме су се касније заснивале све шеме животног осигурања“. 
Крајем 19. века "осигурање од несреће" почело је да постаје доступно.  Прва компанија која је понудила осигурање од незгоде била је компанија за осигурање путника на железници, основана 1848. године у Енглеској како би се осигурала од све већег броја смртних случајева на железничком систему у настајању.
Прво међународно правило осигурања била су Јорк Антверпен правила (ИАР) за расподелу трошкова између брода и терета у случају општег просека. Године 1873. у Бриселу је основано „Удружење за реформу и кодификацију права народа“, претеча Међународног удружења права (ИЛА). Објавио је први ИАР 1890. године, пре него што је 1895. прешао на садашњи назив „Удружење међународног права“   .
До краја 19. века владе су почеле да иницирају националне програме осигурања од болести и старости. Немачка је изградила традицију социјалних програма у Пруској и Саксонији која је почела још 1840-их. 1880-их канцелар Ото фон Бизмарк је увео старосне пензије, осигурање од несреће и медицинску негу који су чинили основу за немачку државу благостања .  Овај систем је значајно проширен након Другог светског рата под утицајем Бевериџ извештаја, да би се формирала прва модерна држава благостања .  У Британији је либерална влада увела опсежније законодавствоу Закону о националном осигурању из 1911. године. Ово је британској радничкој класи дало први систем осигурања од болести и незапослености.  
2008. године постала је активна Међународна мрежа осигуравајућих друштава (ИНИА), тада неформална мрежа, коју је наследио федерација осигуравајућих удружења (ГФИА), која је формално основана 2012. са циљем да повећа ефикасност индустрије осигурања у пружање доприноса међународним регулаторним телима и ефикаснији допринос међународном дијалогу о питањима од заједничког интереса. Састоји се од својих 40 удружења чланица и 1 удружења посматрача у 67 земаља, на које компаније отпада око 89% укупних премија осигурања широм света. 

## Принципи осигурања
Осигурање укључује удруживање средстава од многих осигураних лица (познатих као изложености) за плаћање губитака које могу претрпјети само неки осигураници. Осигурана лица су стога заштићена од ризика за накнаду, при чему накнада зависи од учесталости и тежине догађаја који се дешавају. Да би био осигуран ризик, ризик од којег је осигуран мора да испуњава одређене карактеристике. Осигурање као финансијски посредник је комерцијално предузеће и велики део индустрије финансијских услуга, али и појединачна лица могу самоосигурати кроз штедњу новца за могуће будуће губитке. 
Осигурање
Ризик који могу да осигурају приватне компаније обично деле седам заједничких карактеристика: 
1. Велики број сличних јединица изложености : Пошто осигурање функционише кроз удруживање ресурса, већина полиса осигурања покрива појединачне чланове великих класа, омогућавајући осигуравачима да имају користи од закона великих бројева у којем су предвиђени губици слични стварним губицима. Изузеци укључују Ллоид'с оф Лондон, који је познат по осигурању живота или здравља глумаца, спортских личности и других познатих појединаца. Међутим, све изложености ће имати јасне разлике, што може довести до различитих премијских стопа.
2. Дефинитивни губитак : Ова врста губитка се дешава у познато време и на познатом месту. Класичан пример је смрт осигураника на полиси животног осигурања. Пожар, саобраћајне несреће и повреде радника могу лако испунити овај критеријум. Друге врсте губитака могу бити само у теорији одређене. Професионална болест, на пример, може укључивати продужено излагање штетним условима где се не може идентификовати одређено време, место или узрок. У идеалном случају, време, место и узрок губитка треба да буду довољно јасни да разумна особа, са довољно информација, може објективно да провери сва три елемента.
3. Случајни губитак : Догађај који представља покретач потраживања треба да буде случајан, или барем ван контроле корисника осигурања. Губитак би требало да буде чист јер је резултат догађаја за који постоји само могућност за трошак. Догађаји који садрже шпекулативне елементе као што су обични пословни ризици или чак куповина лутрије се генерално не сматрају осигураним.
4. Велики губитак : Величина губитка мора бити значајна из перспективе осигураника. Премије осигурања треба да покрију и очекиване трошкове губитака, плус трошкове издавања и администрирања полисе, прилагођавања губитака и снабдевања капиталом потребним да би се у разумној мери осигурало да ће осигуравач бити у могућности да плати штете. За мале губитке, ови последњи трошкови могу бити неколико пута већи од очекиваних трошкова губитака. Тешко да има смисла плаћати такве трошкове осим ако понуђена заштита нема стварну вредност за купца.
5. Приступачна премија : Ако је вероватноћа осигураног случаја тако висока, или цена догађаја тако велика, да је резултујућа премија велика у односу на износ понуђене заштите, онда није вероватно да ће осигурање бити купљено, чак и ако понуда. Штавише, како рачуноводствена професија формално признаје у финансијским рачуноводственим стандардима, премија не може бити толика да не постоји разумна шанса за значајан губитак за осигуравача. Претпоставимо да не постоји таква шанса за губитак. У том случају, трансакција може имати облик осигурања, али не и суштину (погледајте изјаву Одбора за стандарде финансијског рачуноводства САД број 113: „Рачуноводство и извештавање за реосигурање краткотрајних и дуготрајних уговора“).
6. Израчунљиви губитак : Постоје два елемента која морају бити барем процењива, ако не и формално израчунљива: вероватноћа губитка и пратећи трошкови. Вероватноћа губитка је генерално емпиријска вежба, док трошак има више везе са способношћу разумне особе која поседује копију полисе осигурања и доказ о губитку који је повезан са потраживањем представљеним у оквиру те полисе да учини разумно дефинитивну и објективну процену износа надокнадивог губитка као резултат потраживања.
7. Ограничени ризик од катастрофално великих губитака : осигурани губици су идеално независни и некатастрофални, што значи да се губици не дешавају одједном и да појединачни губици нису довољно озбиљни да банкротирају осигуравача; осигуравачи можда радије ограниче своју изложеност губитку од једног догађаја на неки мали део своје капиталне базе. Капитал ограничава могућност осигуравача да продају осигурање од земљотреса, као и осигурање од ветра у зонама урагана. У Сједињеним Државама, савезна влада осигурава ризик од поплавау посебно идентификованим областима. У комерцијалном осигурању од пожара могуће је пронаћи појединачне некретнине чија укупна изложена вредност знатно премашује капитална ограничења сваког појединачног осигуравача. Такве имовине се генерално деле између неколико осигуравача или су осигуране од стране једног осигуравача који синдикује ризик на тржиште реосигурања .

Правни
Када компанија осигурава физичко лице, постоје основни законски захтеви и прописи. Неколико често цитираних правних принципа осигурања укључују: 
1. Одштета – осигуравајуће друштво обештећује или надокнађује осигуранику у случају одређених губитака само до интереса осигураника.

Осигурање бенефиција – како стоји у уџбеницима Тхе Цхартеред Инсуранце Институте, осигуравајућа кућа нема право на надокнаду од лица које је проузроковало повреду и мора да обештети осигуранику без обзира на то што је осигураник већ тужио несавесног. странка за накнаду штете (на пример, лично осигурање од незгоде)
1. Осигурани интерес – осигураник обично мора директно да трпи губитак. Осигуравајући интерес мора постојати било да се ради о осигурању имовине или осигурању лица. Концепт захтева да осигураници имају „удео“ у губитку или штети осигураног живота или имовине. Какав је то "улог" одредиће врста осигурања и природа власништва над имовином или однос између особа. Услов осигурања интереса је оно што разликује осигурање од коцкања .
2. Највећа добра вера – ( Уберрима фидес ) осигураник и осигуравач су везани добром вером поштења и правичности. Материјалне чињенице морају бити откривене.
3. Допринос – осигуравачи, који имају сличне обавезе према осигураницима, доприносе обештећењу, по неком методу.
4. Суброгација – осигуравајуће друштво стиче законска права да тражи надокнаде у име осигураника; на пример, осигуравач може да тужи оне који су одговорни за губитак осигураника. Осигуравачи се могу одрећи својих права суброгације коришћењем посебних клаузула.
5. Цауса прокима, или ближи узрок – узрок губитка (опасност) мора бити покривен уговором о осигурању полисе, а доминантни узрок не сме бити искључен
6. Ублажавање – У случају било каквог губитка или несреће, власник имовине мора покушати да сведе губитак на минимуму, као да средство није осигурано.

Обештећење
„Обештетити“ значи поново оздравити, или бити враћен у положај у којем је био, у мери у којој је то било могуће, пре него што се десио одређени догађај или опасност. Сходно томе, животно осигурање се генерално не сматра осигурањем од штете, већ „контингентним“ осигурањем (тј. штета настаје по настанку одређеног догађаја). Генерално постоје три врсте уговора о осигурању који настоје да обештете осигураника:
1. Политика "надокнаде".
2. „Плати у име“ или „у име политике“ [28]
3. Политика "одштете".

Са становишта осигураника, резултат је обично исти: осигуравач плаћа губитак и тражи трошкове.
Ако осигураник има полису „надокнаде“, од осигураника се може захтевати да плати губитак, а затим га носилац осигурања „надокнади“ за губитак и трошкове из свог џепа, укључујући, уз дозволу осигуравача, трошкове потраживања. 
Под полисом „плати у име“, носилац осигурања би бранио и платио потраживање у име осигураника који не би био без џепа ни за шта. Већина модерних осигурања од одговорности је написана на језику „плати на име“, што омогућава носиоцу осигурања да управља и контролише штету.
У складу са полисом „одштете“, носилац осигурања генерално може или „надокнадити“ или „платити у име“, шта год је корисније за њега и осигураника у процесу решавања захтева.
Ентитет који жели да пренесе ризик (појединац, корпорација или удружење било које врсте, итд.) постаје „осигураник“ када ризик преузме „осигурач“, осигуравач, путем уговора, који се назива осигурање политика. Генерално, уговор о осигурању укључује, у најмању руку, следеће елементе: идентификацију страна које учествују (осигуравач, осигураник, корисници), премију, период покрића, одређени случај губитка, износ покрића (тј, износ који треба платити осигуранику или кориснику у случају губитка) и искључења (догађаји који нису покривени). Тако се каже да је осигураник „ оштећен “ од губитка покривеног полисом.
Када осигураници доживе губитак због одређене опасности, покриће даје право уговарачу полисе да поднесе захтев против осигуравача за покривени износ губитка како је наведено у полиси. Накнада коју осигураник плаћа осигуравачу за преузимање ризика назива се премија. Премије осигурања од многих осигураника користе се за финансирање рачуна резервисаних за каснију исплату штета – у теорији за релативно мали број потражилаца – и за режијске трошкове. Све док осигуравач одржава адекватна средства издвојена за очекиване губитке (зване резерве), преостала маржа је добит осигуравача .

Изузеци
Смернице обично укључују низ изузетака, на пример:
1. Клаузула о нуклеарном искључењу, искључујући штету узроковану нуклеарним и радијационим удесима
2. Клаузула о искључењу рата, која искључује штету од ратних дејстава или тероризма. [29] [30]

Осигуравачи могу забранити одређене активности које се сматрају опасним и стога искључене из покрића. Један систем за класификацију активности према томе да ли су их овластили осигуравачи односи се на активности и догађаје одобрене „зелено светло“, активности и догађаје „жутог светла“ који захтевају консултације са осигуравачем и/или одрицање од одговорности, и активности и догађаје „црвено светло“. који су забрањени и ван оквира покрића осигурања. 

## Друштвени ефекти
Осигурање може имати различите ефекте на друштво кроз начин на који мења ко сноси трошкове губитака и штете. С једне стране, то може повећати превару; с друге, може помоћи друштвима и појединцима да се припреме за катастрофе и ублажити последице катастрофа и на домаћинства и на друштва.
Осигурање може утицати на вероватноћу губитака кроз морални хазард, превару у осигурању и превентивне кораке осигуравајуће компаније. Стручњаци у области осигурања обично користе морални хазард да упућују на повећан губитак услед ненамерне непажње и превару у осигурању да се односе на повећан ризик услед намерне непажње или равнодушности. Осигуравачи покушавају да се позабаве непажњом кроз инспекције, одредбе политике које захтевају одређене врсте одржавања и могуће попусте за напоре за смањење губитака. Док би у теорији осигуравачи могли да подстакну улагања у смањење губитака, неки коментатори су тврдили да у пракси осигуравачи у прошлости нису агресивно спроводили мере контроле губитака – посебно да би спречили губитке у катастрофама као што су урагани – због забринутости због смањења стопа и правних битака. Међутим, од отприлике 1996. године осигуравачи су почели да преузимају активнију улогу у ублажавању губитака, као што су грађевински прописи . 

## Методе осигурања
Према студијским књигама Тхе Цхартеред Инсуранце Институте, постоје варијанте метода осигурања и то:
1. Коосигурање – ризици који се деле између осигуравача (понекад се називају "Ретентион")
2. Двоструко осигурање – са две или више полиса са преклапајућим покрићем ризика (обе појединачне полисе се не би плаћале одвојено – према концепту под називом допринос, оне би заједно допринеле да надокнаде губитке уговарача. Међутим, у случају непредвиђених осигурања као што је нпр. животно осигурање, двоструко плаћање је дозвољено)
3. Самоосигурање – ситуације у којима се ризик не преноси на осигуравајућа друштва и искључиво задржавају сами субјекти или појединци
4. Реосигурање – ситуације када осигуравач пребацује део или све ризике на другог осигуравача, званог реосигуравач.

## Осигуравајућа друштва
Осигуравајућа друштва могу да обезбеде било коју комбинацију врста осигурања, али се често класификују у три групе: 
1. Друштва за животно осигурање, која пружају животно осигурање, ануитете и пензионе производе и имају сличности са пословима управљања имовином [34]
2. Друштва за осигурање неживота или имовине / од незгода, која пружају друге врсте осигурања.
3. Друштва за здравствено осигурање, која понекад пружају и животно осигурање или бенефиције запосленима

Општа осигуравајућа друштва могу се даље поделити у ове подкатегорије:
1. Стандардне линије
2. Вишак линија

У већини земаља, животни и неживотни осигуравачи подлежу различитим регулаторним режимима и различитим пореским и рачуноводственим правилима. Главни разлог за разлику између ова два типа предузећа је тај што су животни, ануитетски и пензиони послови дугорочне природе – покриће животног осигурања или пензије могу покрити ризике током много деценија. Насупрот томе, покриће неживотног осигурања обично покрива краћи период, на пример годину дана.
Узајамно против власничког
Осигуравајућа друштва се обично класификују као заједничка или власничка друштва.  Заједничка предузећа су у власништву осигураника, док акционари (који могу, а не морају поседовати полисе) поседују власничка осигуравајућа друштва.
Демутуализација заједничких осигуравача за формирање акционарских друштава, као и формирање хибрида познатог као мутуал холдинг цомпани, постало је уобичајено у неким земљама, попут Сједињених Држава, крајем 20. века. Међутим, не дозвољавају све државе заједничке холдинг компаније.
Друштва за реосигурање
Компаније за реосигурање су осигуравајућа друштва која обезбеђују полисе другим осигуравајућим друштвима, омогућавајући им да смање своје ризике и заштите се од значајних губитака.  Тржиштем реосигурања доминира неколико великих компанија са огромним резервама. Реосигуравач такође може бити директан писац ризика осигурања.
Заробљене осигуравајуће компаније
Заробљене осигуравајуће компаније  се могу дефинисати као друштва за осигурање ограничене намене основана са специфичним циљем финансирања ризика који произилазе из њихове матичне групе или група. Ова дефиниција се понекад може проширити и укључити неке од ризика клијената матичне компаније. Укратко, то је интерно возило за самоосигурање. Заробљеници могу имати облик "чистог" ентитета, који је 100% подружница самоосигуране матичне компаније; „узајамног“ заробљеника, који осигурава колективне ризике чланова индустрије; и заробљеника „удружења“, које самоосигурава појединачне ризике чланова професионалног, комерцијалног или индустријског удружења. Заробљеници представљају комерцијалне, економске и пореске предности за своје спонзоре због смањења трошкова које они стварају и због лакоће управљања ризиком осигурања и флексибилности новчаних токова које генеришу. Поред тога, могу да обезбеде покриће ризика које није доступно нити се нуди на традиционалном тржишту осигурања по разумним ценама.
Врсте ризика које затвореник може да преузме за своје родитеље укључују имовинску штету, јавну одговорност и одговорност за производ, професионалну штету, бенефиције запослених, одговорност послодаваца, трошкове моторне и медицинске помоћи. Изложеност заробљеника таквим ризицима може бити ограничена употребом реосигурања.
Заробљеници постају све важнија компонента управљања ризиком и стратегије финансирања ризика својих родитеља. Ово се може разумети у следећој позадини:
1. Велики и растући трошкови премије у скоро свакој линији покривености
2. Потешкоће у осигурању одређених врста случајног ризика
3. Стандарди диференцијалне покривености у разним деловима света
4. Структуре рејтинга које одражавају тржишне трендове, а не индивидуално искуство губитка
5. Недовољан кредит за одбитке или напоре у контроли губитака.

Други облици
Други могући облици за осигуравајућу компанију укључују реципрочне, у којима осигураници узвраћају у подјели ризика, и Ллоидове организације. 
Прихваћени против неприхваћених
Прихваћене осигуравајуће компаније су оне у Сједињеним Државама које је признала или лиценцирала државна агенција за лиценцирање. Осигурање које пружају назива се признато осигурање. Компаније које нису примљене нису добиле одобрење од стране државне агенције за лиценцирање, али им је дозвољено да обезбеде осигурање под посебним околностима када задовоље потребу за осигурањем коју признате компаније не могу или неће да испуне. 
Консултанти за осигурање
Постоје и компаније познате као „консултанти за осигурање“. Попут хипотекарног брокера, овим компанијама клијенти плаћају накнаду да траже најбољу полису осигурања међу многим компанијама. Слично као консултант за осигурање, "брокер у осигурању" такође тражи најбољу полису осигурања међу многим компанијама. Међутим, код брокера осигурања, накнада се обично плаћа у облику провизије од осигуравача који је одабран, а не директно од клијента.
Ни консултанти у осигурању ни брокери у осигурању нису осигуравајућа друштва и на њих се не преносе ризици у пословима осигурања. Администратори треће стране су компаније које обављају услуге преузимања, а понекад и обраде штета за осигуравајућа друштва. Ове компаније често имају посебну стручност коју осигуравајућа друштва немају.
Финансијска стабилност и рејтинг
Финансијска стабилност и снага осигуравајућег друштва се узима у обзир приликом куповине уговора о осигурању. Тренутно плаћена премија осигурања обезбеђује покриће за губитке који могу настати много година у будућности. Из тог разлога, финансијски стабилнији носилац осигурања смањује ризик да осигуравајуће друштво постане несолвентно, остављајући њихове осигуранике без покрића (или покриће само из фонда осигурања који подржава држава или других аранжмана са мање атрактивним исплатама за губитке). Бројне независне рејтинг агенције пружају информације и оцјењују финансијску одрживост осигуравајућих друштава.
Осигуравајућа друштва су оцењена од стране различитих агенција као што је АМ Бест. Оцене укључују финансијску снагу компаније, која мери њену способност да исплати потраживања. Такође оцењује финансијске инструменте које издаје осигуравајуће друштво, као што су обвезнице, записи и производи секјуритизације.

## Широм свијета
Напредне економије чине највећи део глобалне индустрије осигурања. Према Свисс Ре-у, глобално тржиште осигурања је у 2020. остварило 6,287 билиона долара директних премија.  („Директне премије“ означавају премије које су директно наплаћивали осигуравачи прије него што су урачунали уступање ризика реосигуравачима.) Као и обично, Сједињене Државе су биле премије. земља са највећим тржиштем осигурања са 2,530 билиона долара (40,3%) зарачунатих директних премија, при чему је Народна Република Кина на другом месту са само 574 милијарде долара (9,3%), Јапан на трећем са 438 милијарди долара (7,1%) и Уједињено Краљевство је на четвртом месту са 380 милијарди долара (6,2%).  Међутим, јединствено тржиште Европске уније је стварно друго највеће тржиште, са 18 посто тржишног удела. 
Регулаторне разлике
У Сједињеним Државама осигурање регулишу државе према МцЦарран–Фергусоновом закону, са „повременим предлозима за савезну интервенцију“, а непрофитна коалиција државних агенција за осигурање под називом Национална асоцијација повереника за осигурање ради на усклађивању различитих закона у земљи и прописи.  Национална конференција законодаваца осигурања (НЦОИЛ) такође ради на хармонизацији различитих државних закона. 
У Европској унији, Трећа неживотна директива и Трећа директива о животу, обе усвојене 1992. и ступиле на снагу 1994. године, створиле су јединствено тржиште осигурања у Европи и омогућиле осигуравајућим компанијама да нуде осигурање било где у ЕУ (подложно одобрењу надлежних органа у Европској унији). централа) и омогућио потрошачима осигурања да купују осигурање од било ког осигуравача у ЕУ.  Што се тиче осигурања у Уједињеном Краљевству, Управа за финансијске услуге је преузела прописе о осигурању од Савета за опште стандарде осигурања 2005. године;  усвојени закони укључују Закон о осигуравајућим компанијама из 1973. и други из 1982.  и реформе гаранцијаи други аспекти о којима се расправља од 2012 . 
Индустрија осигурања у Кини је национализована 1949. године и након тога је понудила само једна државна компанија, Народна осигуравајућа компанија Кине, која је на крају суспендована пошто је потражња опала у комунистичком окружењу. Године 1978. тржишне реформе су довеле до повећања тржишта и до 1995. године усвојен је свеобухватан закон о осигурању Народне Републике Кине , након чега је 1998. године уследило формирање Кинеске регулаторне комисије за осигурање (ЦИРЦ), која има широку регулативу. власт над тржиштем осигурања Кине. 
У Индији ИРДА је регулаторно тело за осигурање. У складу са чланом 4 Закона о ИРДА из 1999. године, Регулаторна и развојна управа за осигурање (ИРДА), која је конституисана актом парламента. Национална академија осигурања, Пуна је институт за изградњу капацитета за врхунско осигурање који се промовише уз подршку Министарства финансија и компанија ЛИЦ, Лифе & Генерал осигурања.
У 2017. години, у оквиру заједничког пројекта Банке Русије и Иандек-а, у претрази се појавила посебна квачица (зелени круг са квачицом и текстуални оквир „Реестр ЦБ РФ“ (Јединствени државни регистар субјеката осигурања)). за Иандек систем, обавештавајући потрошача да се финансијске услуге компаније нуде на означеном сајту, који има статус осигуравајућег друштва, брокера или удружења за узајамно осигурање. 